# Публичная библиотека ОАЭ
Публичная библиотека Объединённых Арабских Эмиратов - культурный центр в городе Абу-Даби, Объединённые Арабские Эмираты. Включает Национальную библиотеку на 1 000 000 томов, концертный зал и выставочный центр Каср-Аль-Хосн (не путать с одноимённой крепостью). На территории библиотеки расположен фонтан, амфитеатр для общественных и детских представлений и парковка. Не подчиняется Департаменту культуры и туризма Абу-Даби (как остальные библиотеки)
Архитектор здания Национальной библиотеки — Хишам Н. Ашкоури, который одержал победу на Международном конкурсе дизайнеров в 1976 году. Строительство здания библиотеки было завершено в 1981 году. Общая стоимость строительства составила 56,1 млн долларов.